# Alfred Baumgarten (Mediziner)

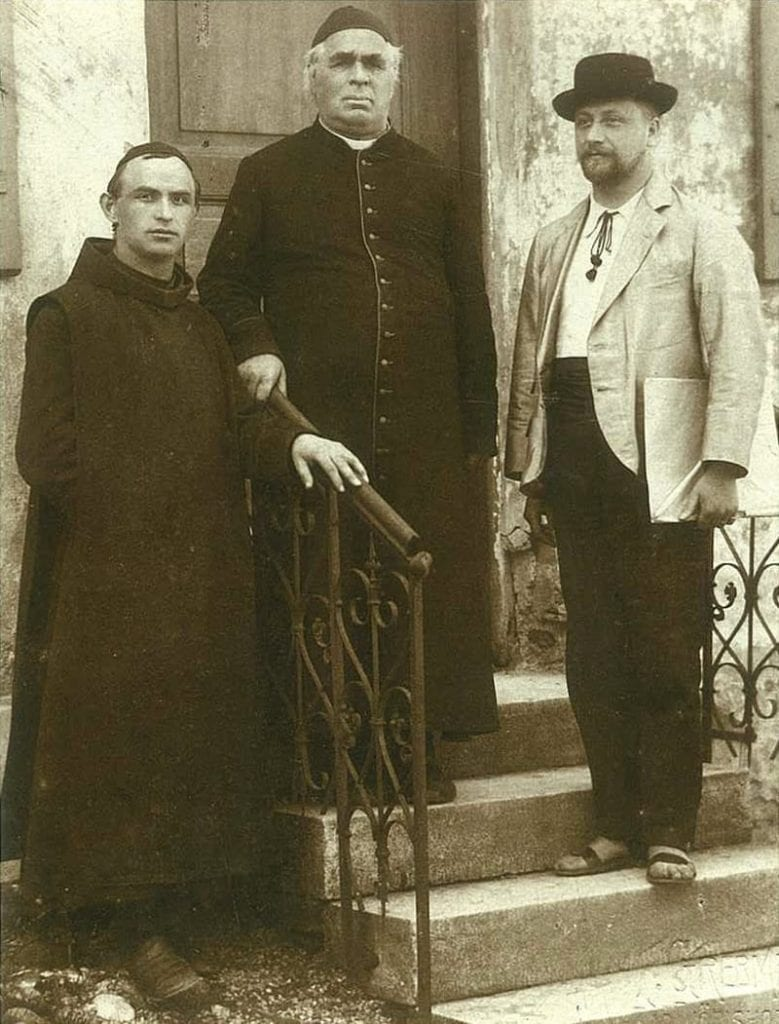
Sebastian Kneipp mit Bonifaz Reile (links) und Alfred Baumgarten (rechts), um 1894/95 in Wörishofen.

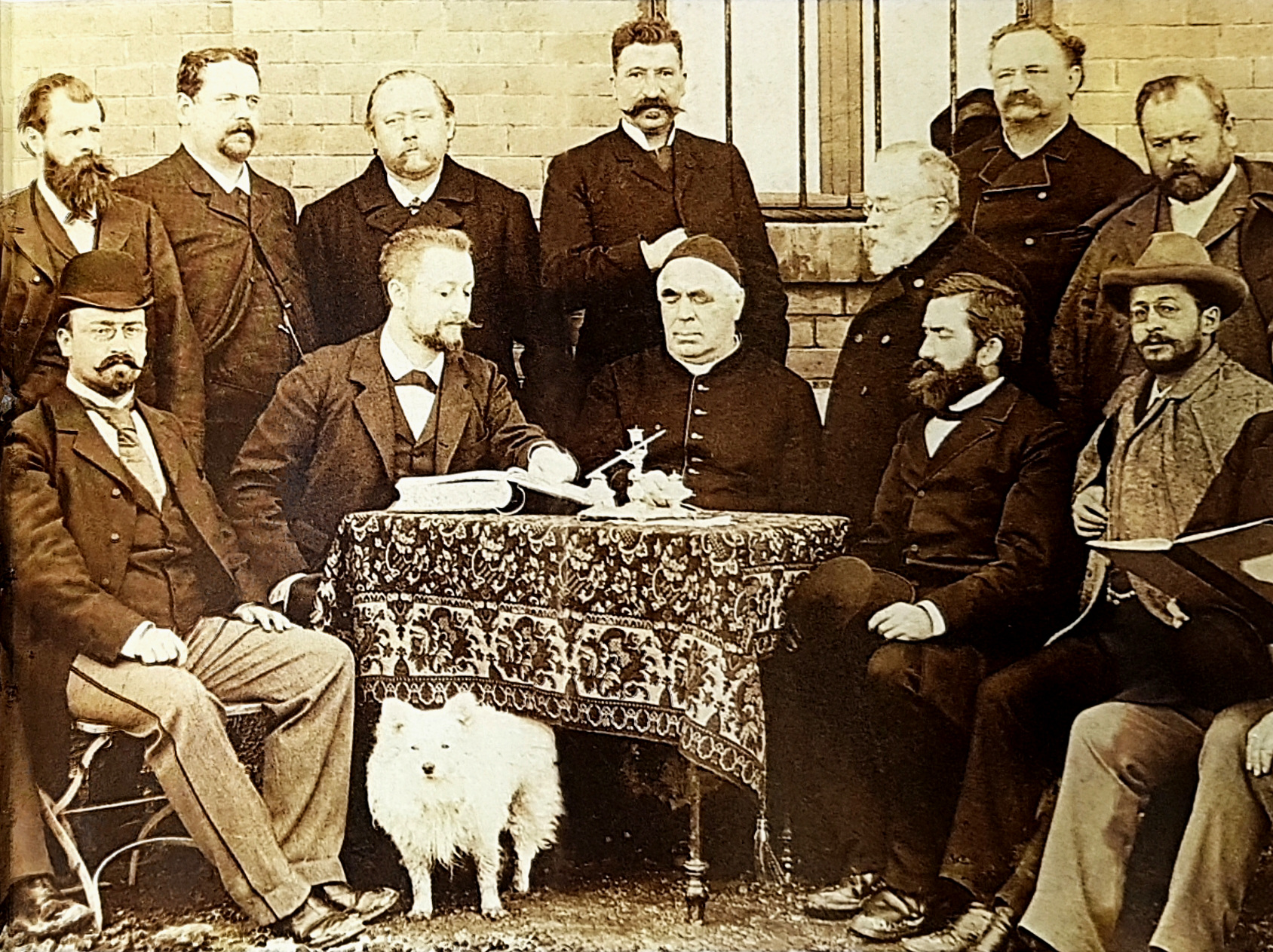
Sebastian Kneipp (Mitte) und Alfred Baumgarten (1. links von ihm) und Mitbegründer des Kneippärztebund 1894

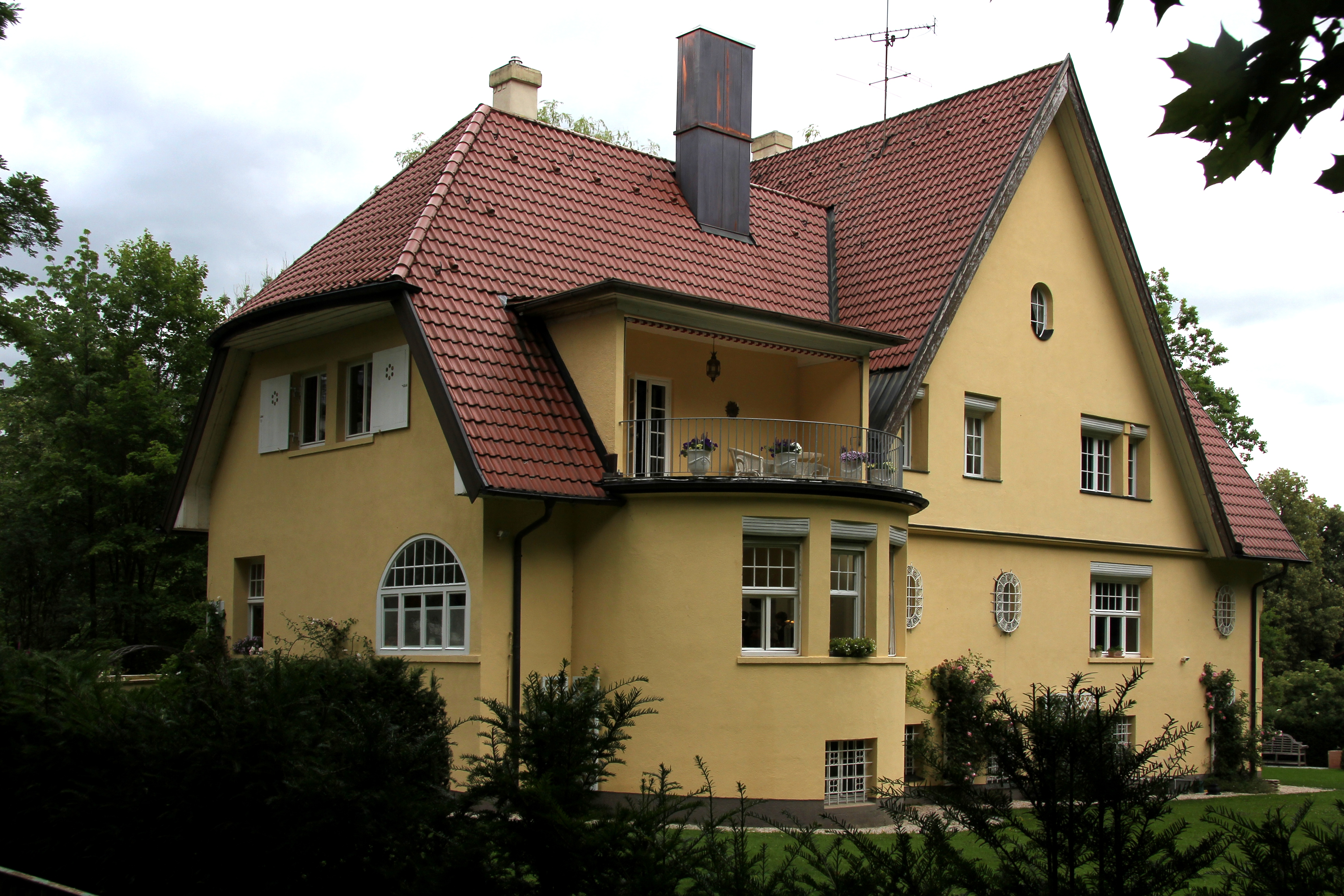
Villa Baumgarten in Bad Wörishofen

Alfred Baumgarten (* 29. Juli 1862 in Barmen; † 30. November 1924 in Bad Wörishofen) war ein deutscher Arzt. Bekannt wurde er als Mitarbeiter und Biograph von Sebastian Kneipp. Alfred Baumgarten war der Bruder des Kirchenhistorikers und Publizisten Paul Maria Baumgarten.

## Leben
Alfred Baumgarten wurde 1862 als Sohn von David Désiré Olympe Baumgarten und seiner Frau Caroline, geborene Böker, geboren. Im Zuge des Deutsch-Französischen Krieges von 1870 bis 1871 wurde der Elsässer Baumgarten ausgewiesen, Caroline verblieb mit den drei Kindern in Koblenz.
Zusammen mit seinem Bruder Paul immatrikulierte sich Alfred Baumgarten am 23. Oktober 1880 an der Universität Bonn, zwei Semester später an der Universität Marburg. Hier hatte insbesondere der Physiologe Eduard Külz großen Einfluss auf ihn. In Marburg legte Baumgarten die ärztliche Vorprüfung ab, bevor er sich am 25. April 1883 an der Universität Straßburg immatrikulierte. Hier zählte der Internist Adolf Kußmaul zu seinen Lehrern. Zum Wintersemester 1883/84 wechselte Baumgarten an die Universität München, wo damals Größen wie Otto von Bollinger und Max von Pettenkofer lehrten. Baumgarten beendete sein Studium mit dem Sommersemester 1884 bestand die ärztliche Prüfung am 2. März 1885. Die Promotion erfolgte am 1. März 1885 mit der Dissertation Catheterismus forcé oder Blasenstich. Seine Approbation erhielt er am 29. März 1885. Bereits am 1. April trat er seinen Dienst als Militärarzt in Koblenz an.
1886 eröffnete Baumgarten eine Praxis in Koblenzer Innenstadt, ein Jahr später verlobte er sich mit der Anna Barbara Wilhelmine Müller. Die standesamtliche Heirat erfolgte am 2. September 1888, am 26. Mai 1889 wird der Sohn Guilelmus Philipp Maria geboren.
Seit August 1892 war Alfred Baumgarten in Wörishofen als Badearzt eingestellt. Unter seinem Vorsitz wurde 1894 der Kneippärztebund gegründet. Noch vor Kneipps Tod am 17. Juni 1897 kam es zwischen Baumgarten und Prior Bonifaz Reile zu einem Streit um die Nachfolge, was die Anhänger Kneipps in zwei Lager spaltete. Baumgarten wollte die Kneipp-Kur auf eine wissenschaftliche Basis stellen und vertrat die Ansicht, dass nur ein promovierter Mediziner die Nachfolge antreten könne. Reile hingegen meinte, ein begnadeter Laie solle die Arbeit Kneipps fortsetzen. Der Streit um die Nachfolge wurde zum Teil offen in der Presse ausgetragen und veranlasste Persönlichkeiten wie Erzherzog Joseph Karl Ludwig von Österreich zu einer Parteinahme. Reile erteilte Baumgarten Hausverbot im Sebastianeum, dieser hielt seine Sprechstunden fortan im Kneippianum ab.
In mehreren Streitschriften verteidigte Baumgarten die Lehren Kneipps, 1898 veröffentlichte er seine biografischen Studien. Bei Karl Neuwihler in Wörishofen erschienen bis zu seinem Tod 1924 mehrere Schriften zur Kneipp-Medizin, zuletzt ein Kräuterbuch.
Die Villa von Alfred Baumgarten in der nach ihm benannten Alfred-Baumgarten-Str. 4, errichtet 1907 von Heinrich Metzendorf, steht unter Denkmalschutz.

## Werke (Auswahl)
- Für und gegen Kneipp. Eine ärztliche Aussprache von beiden Seiten nebst einer Abhandlung über die medicinische Berechtigung des Kneipp'schen Heilverfahrens. Bachem, Köln 1893.
- Sebastian Kneipp, 1821–1897. Biografische Studie. Verlag Julius Becker, Berlin 1898.
- Ein Fortschritt des Wasserheilverfahrens: Untersuchung und Kritik der Systeme Priessnitz und Kneipp. Druck- und Verlagsanstalt, Wörishofen 1901.
- Neurasthenie. Wesen, Heilung, Vorbeugung. Druck- und Verlagsanstalt, Wörishofen 1903.
  - 5. Auflage. Druck- und Verlagsanstalt, Wörishofen 1914.
- Regeln und Ratschläge für Kurgebrauchende und jedermann. Buchdruckerei und Verlagsanstalt, Wörishofen 1910.
- Festschrift zur Hundertjahrfeier Kneipps in Bad Wörishofen, 15. 16. 17. Mai 1921. Verlag J. Kösel & F. Pustet, Kempten 1921.
- Gesundheit für Großstädter (Gesundheit für alle, Heft 20). Karl Neuwihler, Bad Wörishofen 1922.
- Die Nervosität und ihre Heilung (Gesundheit für Alle, H. 22). Karl Neuwihler, Bad Wörishofen 1922.
- Kinderkrankheiten und ihre Behandlung (Gesundheit für Alle. H. 15). Karl Neuwihler, Bad Wörishofen 1922.
- Nervenkraft, ihre Abnutzung und ihre Wiedergewinnung (Gesundheit für Alle, H. 27). Karl Neuwihler, Bad Wörishofen 1922.
- Dr. Baumgartens Kräuterbuch: 122 Heilpflanzen und deren Wirkung (bei den verschiedenen Krankheiten). Karl Neuwihler, Bad Wörishofen 1923.